# Карачев, Михаил Васильевич
Михаил Васильевич Карачев (1907—1958) — ефрейтор Рабоче-крестьянской Красной Армии, участник Великой Отечественной войны, Герой Советского Союза (1945).

## Биография
Михаил Карачев родился 29 сентября 1907 года в деревне Уметьгурт (ныне — Селтинский район Удмуртии). После окончания трёх классов сельской школы работал в отцовском хозяйстве. В 1929—1930 годах Карачев проходил службу в Рабоче-крестьянской Красной Армии. Демобилизовавшись, он работал в колхозе, затем в леспромхозе. В июне 1941 года Карачев повторно был призван в армию. С марта 1942 года — на фронтах Великой Отечественной войны. Принимал участие в боях на Северо-Западном и 1-м Прибалтийском фронтах. К июню 1944 года гвардии ефрейтор Михаил Карачев был старшим разведчиком-наблюдателем 212-го отдельного гвардейского миномётного дивизиона 22-го гвардейского миномётного полка 6-й гвардейской армии 1-го Прибалтийского фронта. Отличился во время освобождения Витебской области Белорусской ССР.
26 июня 1944 года Карачев во главе десантной группы переправился через Западную Двину в районе посёлка Улла Бешенковичского района и выбил противника из занимаемой им траншеи, после чего занял оборону и корректировал огонь артиллерии дивизиона. 27 июня благодаря умелой корректировке огня Карачевым только одним залпом было уничтожено более 150 немецких солдат и офицеров, а также 4 танка. Когда в бою получил ранение товарищ Карачева Волков, рискуя жизнью, он спас его, при этом сам был ранен в голову.
Указом Президиума Верховного Совета СССР от 24 марта 1945 года за «героизм и мужество, проявленные при выполнении боевого задания при форсировании Западной Двины» гвардии ефрейтор Михаил Карачев был удостоен высокого звания Героя Советского Союза с вручением ордена Ленина и медали «Золотая Звезда» за номером 7343.
После окончания войны Карачев был демобилизован. Проживал в Кустанае, работал в мехлесхозе, затем в промысловой артели. Умер 31 марта 1958 года, похоронен на Братском кладбище Костаная.
Был также награждён орденом Красного Знамени и рядом медалей.